# Raimon
 (avril 2024).
Si vous disposez d'ouvrages ou d'articles de référence ou si vous connaissez des sites web de qualité traitant du thème abordé ici, merci de compléter l'article en donnant les références utiles à sa vérifiabilité et en les liant à la section « Notes et références ».
Raimon, né à Xàtiva le 2 décembre 1940, est un chanteur valencien, un des membres les plus représentatifs de l'histoire moderne de la cançó en catalan et l'un des plus reconnus internationalement (comme Lluís Llach, Joan Manuel Serrat ou Maria del Mar Bonet).
Il fait partie, avec d'autres intellectuels espagnols des années 1960, de la Gauche divine.

## Biographie
Ramón Pelegero Sanchis dit « Raimon » est né à Xàtiva (La Costera, province de Valence, Espagne) le 2 décembre 1940, dans la rue appelée carrer Blanc, qu'il cite dans plusieurs de ses chansons.
C'est dans une région en situation critique qu'apparaît Raimon, un chanteur « à la personnalité magnétique et captivante, avec une capacité d'attraction insolite », qui parvient à traduire dans ces compositions le profond malaise accumulé pendant les années de dictature franquiste,. Sous son impulsion, la chanson au Pays valencien ne tend pas vers un existentialisme individuel comme dans le cas de la chanson française, mais vers son contexte politique ou national,.

Chantant en catalan, il est alors interdit par le pouvoir. Il participe tout de même le 18 mai 1968 à un concert à la faculté de sciences politiques et économiques de Madrid. En souvenir de ce concert historique, il chante dans "18 de maig a la villa" que "celui qui a senti la liberté a plus de force pour vivre".

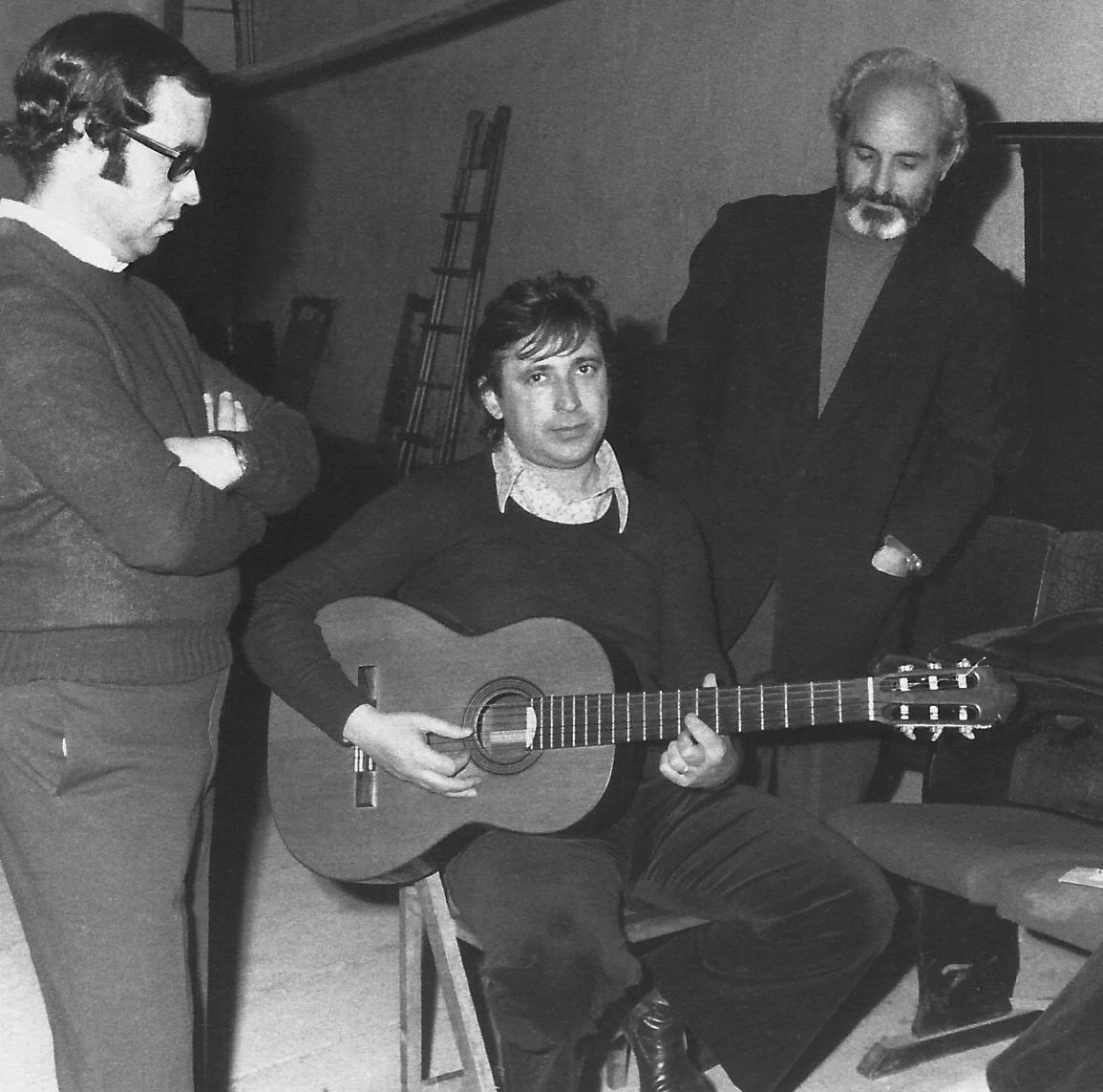
Raimon au Teatre Moderno d'Alginet (20-05-1973), avec Vicent Espí et José Espert Climent, Pepet el pintor.

À vingt et un ans, il déménage à Valence pour étudier l'histoire : c'est alors qu'il découvre sa propre culture et lit pour la première fois Ausiàs March, Espriu, Pla et Fuster (entre autres); il avait pourtant auparavant composé sa première chanson, Al vent, issue des sensations découvertes en allant de paquet lors d'un trajet en moto. Composée à 18 ans, cette chanson est un hymne à la liberté, devenu symbole de l'anti-franquisme.
En 1962, Raimon se produit pour la première fois en public lors d'une cérémonie de remise de prix littéraire; ; peu après, lors d'un concours à Castelló où participait le groupe Els Setze Jutges, il chanta pour eux dans un bar: Josep Maria Espinàs fut impressionné et l'invita  au Fòrum Vergés à Barcelone. Le succès est immédiat : Raimon surprend par la forme et le contenu de ses chansons, par le cri et la rébellion existentialiste que prônent ses textes. Il s'éloigne de la chanson «à la française» des Jutges et offre une vision du monde qui ne se réfère pas à la bourgeoisie barcelonaise comme chez Espinàs, Delfí Abella, Enric Barbat, mais plus des classes travailleuses valenciennes. Très rapidement, en 1963, son premier enregistrement est disponible. Il est édité par Edigsa, c'est un maxi contenant Al vent, Som, La pedra et A cops, qui devient un succès inattendu en termes de ventes.
Dès 1964, il s'installe à Barcelone. C'est de là qu'il écrit «D’un temps, d’un país» (« D'un temps, d'un pays »), où il définit ce lieu et ce moment pour tenter de regarder l'avenir avec espoir parce que ce pays que « nous n’avons jamais fait » (mai no hem fet) devient un « pays que nous sommes déjà en train de faire » (país que ja anem fent), :
Pendant cette période de succès il reçoit la proposition de participer au Festival de la Chanson Méditerranéenne avec une chanson en catalan. Tout d'abord réticent, Raimon finit par accepter «per voluntat de servei al país i a la llengua» (pour servir le pays et la langue). Raimon chanta sans guitare avec Salomé ce qui a donné une version féminine de «Se'n va anar», une chanson d'amour de Josep Maria Andreu et Lleó Borrell; Manuel Fraga, alors ministre de l'information et du tourisme, commenta : «No pasa nada porque haya una canción en catalán». La chanson, élue par le public, gagna le premier prix. À partir de ce moment la chanson catalane (considérée jusqu'alors comme un phénomène minoritaire et inoffensif) commença à attirer l'attention de la censure et des institutions franquistes, avec tout le faisceau d'interdictions que cela comporte.
Son second maxi paraît alors avec Se'n va anar et trois autres chansons : l'existentialiste Disset anys, Cançó del capvespre (sa première chanson sur un poème de Salvador Espriu) et Ahir rapidement connue pour son sous-titre Diguem no (Nous disons non), qui sera ensuite chantée avec des modifications par rapport au texte original : ainsi, «Hem vist tancats a la presó homes plens de raó» sera changé en «Hem vist que han fet callar molts homes plens de raó». Plus tard, Raimon avoua qu'il a volontairement enregistré sur le même disque Diguem no et Se'n va anar parce que «s'ils interdisaient une chanson, ils devraient aussi interdire l'autre».

## Récompenses
En 1995, il reçoit la médaille d'or du mérite des beaux-arts par le Ministère de l'Éducation, de la Culture et des Sports.
En 2010 il reçoit le prix Protagonistas.
En mars 2014, il reçoit le prix d'honneur des lettres catalanes ainsi que la Médaille d'or du Círculo de Bellas Artes.

## Discographie
- Disc antològic de les seves cançons. (1964)
- Raimon a l'Olympia (1966)
- Cançons de la roda del temps (1966)
- Raimon al Palau (1967)
- Raimon música sola (1967)
- Raimon en directe (1968)
- Raimon a Montserrat (1969)
- Sobre la pau. Contra la por (Olympia 2) (1969)
- Per destruir aquell qui l'ha desert (1970)
- Raimon (1971)
- Raimon en Montevideo (1971)
- Raimon. Catalonian protest songs (1971)
- En vivo (1972)
- Diguem no (1972)
- La noche (1972)
- A Víctor Jara (1974)
- Campus de Bellaterra (1974)
- T'adones amic...? (1974)
- El recital de Madrid (1976)
- Lliurament del cant (1977)
- Quan l'aigua es queixa (1979).
- Totes les cançons (1981).
- Entre la nota i el so (1984)
- Raimon canta (1985)
- Presències i oblit (1987)
- Canta Ausiàs March (1989)
- Integral (1993)
- Cançons (1993)
- I després de creure tant (1995)
- Ausiàs March / Raimon (1997)
- Cançons de mai (1997)
- Recitals al Palau (1997)
- Dotze cançons (1999)
- Les cançons d'amor (1999)
- Nova Integral 2000 (2000)
- Clàssics i no (2003)
- Raimon-Espriu Poesia cantada (2003)